# 迪亞戈
12°46′39″N 8°9′23″W / 12.77750°N 8.15639°W
迪亞戈（法語：Diago），是馬里的城鎮，位於該國西南部，由庫利科羅區的卡蒂省負責管轄，處於卡蒂西北面10公里，海拔高度456米，2009年該城鎮人口3,269。